# Großgöttfritz
Großgöttfritz es una localidad situada en el distrito de Zwettl, en el estado de Baja Austria, Austria. Tiene una población estimada, a principios del año 2022, de 1358 habitantes.
Está ubicada al noroeste del estado, al norte del río Danubio y a poca distancia al este de la frontera con el estado de Alta Austria, al sur de Viena y del río Danubio.